# Tim Sander
Tim Sander est un acteur allemand né le 27 juillet 1978 à Berlin en Allemagne.
Il est le fils de l'acteur Rudiger Sander et de l'actrice Isabelle Sander.

## Filmographie
- 2001 : Wie Feuer und Flamme
- 2002 : Au rythme de la vie
- 2003 : Die Klasse von 99 et la série Duo de maîtres.
- 2004 : Romance à l'italienne
- 2006 : Le Destin de Bruno : Bruno Lehmann, le demi frère de Lisa.
- 2015 : Monsieur Nounou : Manni